# Сблъсъкът на шампионите (2016)
Сблъсъкът на шампионите (2016) е кеч pay-per-view (PPV) турнир и WWE Network събитие, продуцирано от WWE.
Провежда се в Bankers Life Fieldhouse в Индианаполис, Индиана на 25 септември 2016 г. Това е първото събитие под това име в хронологията на Сблъсъкът на шампионите, замествайки Нощта на шампионите и първото събитие на Първична сила след второто разширяване на марките през юли 2016.
Осем мача се провеждат по време на събитието, включвайки един мач преди него. В главния мач Кевин Оуенс побеждава Сет Ролинс и запазва своята Универсална титла на WWE. От петте титли на Първична сила, само Титлата на Съединените щати на WWE сменя носителя, когато Роуман Рейнс побеждава защитаващия шампион, Русев.

## Заден план
Събитието включва мачове, получени от сценични сюжети и имат резултати, предварително решени от WWE и марката Първична сила, една от марковите дивизии на WWE. Сюжетите се продуцират по седмичното телевизионно шоу на WWE, Първична сила. Всяка титла на Първична сила - Универсалната титла на WWE, Титлата на Съединените щати на WWE, Титлата в полутежка категория на WWE, Отборните титли и Титлата при жените е заложена. Това е първия турнир Сблъсъкът на шампионите на WWE, замествайки Нощта на шампионите.
На Лятно тръшване, Фин Бáлър става първият Универсален шампион, побеждавайки Сет Ролинс. Обаче, той е принуден да предаде титлата на следващата вечер на Първична сила, тъй като претърпява реална травма на рамото по време на мача. На тази вече, Ролинс, Кевин Оуенс, Големият Кас и Роуман Рейнс печелят квалификационни мачове за Елиминационен мач Фатална четворка на следващата седмица на Първична сила, короноваща новия Универсален шампион. След като Оуенс елиминира Кас, завръщащия се Трите Хикса помага на Ролинс да елиминира Рейнс, преди да обърне гръб на Ролинс, помагайки на Оуенс да спечели титлата. На следващата седмица, Ролисн става добър и атакува Оуенс по време на празненството. Тогава Главният мениджър на Първична сила, Мик Фоли урежда Кевин Оуенс да защитава титла си срещу Сет Ролинс на Сблъсъкът на шампионите. По-късно същата вечер Рейнс конфронтира Оуенс. Тогава Фоли решава, че Рейнс трябва да се бие с Оуенс на следващата седмица и ако го победи, ще бъде добавен в мач за титлата на Сблъсъкът на шампионите. По време на мача, Ролинс се намесва и атакува Оуенс, коствайки дисквалификация, обаче Фоли възобнови мача. Тогава Шампионът на Съединените щати на WWE Русев излиза и разсейва Рейнс, вдейки до победата на Оуенс, оставайки шампионския мач между Оуенс и Ролинс индивидуален. За наказание, Ролинс и Русев се бият един срещу друг на следващата седмица на Първична сила техния мач приключва чрез двойно отброяване. На същата вечер, Оуенс се бие срещу Рейнс в мач в Стоманена клетка. След като Рейнс печели, уенс и Русев го атакуват, докато Ролинс го спасява, скачайки върху Оуенс и Русев.
На Лятно тръшване, Нов Ден губят от Люк Галоус и Карл Андерсън чрез дисквалификация, когато Големият И се връща от травма и се намесва в мача. Обаче, Нов Ден остава Отборни шампиони. На 5 септември, Първична сила, реванша е уреден за Сблъсъкът на шампионите. На епизода на 12 септември, Нов Ден (Кофи Кингстън и Ксавиер Уудс с Големия И) губят реванша от Лятно тръшване без заложба от Галоус и Андерсън.
На Лятно тръшване, Шарлът побеждава Саша Банкс, печелейки Титлата при жените на Първична сила. По време на мачът, Саша наранява гърба си и отсъства за известно време. На 3 септември, на Първична сила, Бейли побеждава Шарлът заради неуспешно разсейване от Дейна Брук. Саша говори за оттегляне, но разкрива, че ще може да се бие на Сблъсъкът на шампионите и използва реванша за титлата. Обаче на следващата седмица, конфронтация между четирите довежда до мач Тройна заплаха между Бейли, Саша и Брук, победителката в който ще се бие срещу Шарлът на Сблъсъкът на шампионите, който Саша печели, но седмица по-късно, след като повторението показва, че рамената на Саша също са били приковани, както и тези на Бейли, докато я тушира, Бейли е добавена в мача за титлата, правейки го от вида Тройна заплаха.
На 12 септември, на Първична сила, Сами Зейн е гост в рубриката на Крис Джерико „Незабравими моменти“. След обидите един на друг, сегментът приключва, когато Джерико атакува Зейн с телефон и Дешифратор. Обявено е, че двамата ще се бият на Сблъсъкът на шампионите.
Русев трябва да защитава Титлата на Съединените щати срещу Роуман Рейнс на Лятно тръшване, но мача не започва, след като двамата не спират да се бият преди мача, в който Рейнс надлелява. Три седмици, по-късно на Първична сила, Русев се намесва в мача на Рейнс срещу Оуенс, позволявайки на Оуенс да спечели мача. На следващата седмица Рейнс получава реванш за Титлата на Русев на Сблъсъкът на шампионите.
Най-добро в Серия от 7 мача започва между Сезаро и Шеймъс започва на Лятно тръшване. Шеймъс печели първите три мача на Лятно тръшване и на два епизода Първична сила на 29 август и 5 септември, водейки с 3–0. Обаче, Сезаро печели следващите три мача на 7 септември в хаус шоу и на два епизода Първична сила на 12 и 19 септември, изравнявайки резултата с 3–3. Решаващият седми мач ще се провежда на Сблъсъкът на шампионите.
Ти Джей Пъркинс печели първата Полутежка класика и става първият Шампион в полутежка категория на WWE побеждавайки Гран Металик във финалът. На 19 септември, Първична сила, Брайън Кендрик побеждава Металик, Седрик Алекзандър и Рич Суон в мач Фатална четворка, получавайки мач за титлата срещу Пъркинс на Сблъсъкът на шампионите.
На 12 септември, Първична сила, мачът между Алиша Фокс и Ная Джакс приключва, когато Джакс запраща Фокс през барикадите. НА 19 септември, реванш между двете е обявен за предварителното шоу на Сблъсъкът на шампионите.

## Резултати
| №                                                                                     | Резултати                                                                                     | Правила                                                                  | Време |
| ------------------------------------------------------------------------------------- | --------------------------------------------------------------------------------------------- | ------------------------------------------------------------------------ | ----- |
| 1П                                                                                    | Ная Джакс победи Алиша Фокс                                                                   | Индивидуален мач                                                         | 4:55  |
| 2                                                                                     | Нов Ден (Големият И и Кофи Кингстън) (ш) (с Ксавиер Уудс) победиха Люк Галоус и Карл Андерсън | Отборен мач за Отборните титли на Първична сила                          | 6:45  |
| 3                                                                                     | Ти Джей Пъркинс (ш) победи Брайън Кендрик чрез предаване                                      | Индивидуален мач за Титлата в полутежка категория на WWE                 | 10:31 |
| 4                                                                                     | Сезаро срещу Шеймъс завърши без победител                                                     | Индивидуален мач; Седмият в Серията за Най-добро от 7 мача Равенство 3–3 | 16:36 |
| 5                                                                                     | Крис Джерико победи Сами Зейн                                                                 | Индивидуален мач                                                         | 15:22 |
| 6                                                                                     | Шарлът (ш) (с Дейна Брук) победи Бейли и Саша Банкс                                           | Мач Тройна заплаха за Титлата при жените на Първична сила                | 15:28 |
| 7                                                                                     | Роуман Рейнс победи Русев (ш) (с Лана)                                                        | Индивидуален мач за Титлата на Съединените щати на WWE                   | 17:07 |
| 8                                                                                     | Кевин Оуенс (ш) победи Сет Ролинс                                                             | Индивидуален мач за Универсалната титла на WWE                           | 25:07 |
| - (ш) – указва шампиона/шампионите в мача - П – показва, че мача се случи преди шоуто |                                                                                               |                                                                          |       |